# Фармінгтон (Коннектикут)
Фармінгтон (англ. Farmington) — місто (англ. town) в США, в окрузі Гартфорд штату Коннектикут, передмістя Гартфорда. Населення — 26 712 особи (2020).
Місто розташоване у центральній частині штату Коннектикут в окрузі Гартфорд, на березі річки Фармінгтон. Місто було засноване в 1640-х роках на території, що належали індіанському племені танксіс.

## Демографія
Згідно з переписом 2010 року, у місті мешкало 25 340 осіб у 10 522 домогосподарствах у складі 6770 родин. Було 11106 помешкань
Расовий склад населення:
| - 86,9 % — білих - 8,1 % — азіатів - 2,4 % — чорних або афроамериканців - 0,1 % — корінних американців |

До двох чи більше рас належало 1,7 %. Частка іспаномовних становила 3,8 % від усіх жителів.
За віковим діапазоном населення розподілялося таким чином: 22,0 % — особи молодші 18 років, 60,9 % — особи у віці 18—64 років, 17,1 % — особи у віці 65 років та старші. Медіана віку мешканця становила 44,2 року. На 100 осіб жіночої статі у місті припадало 91,0 чоловіків; на 100 жінок у віці від 18 років та старших — 86,2 чоловіків також старших 18 років.
Середній дохід на одне домашнє господарство становив 135 075 доларів США (медіана — 94 785), а середній дохід на одну сім'ю — 164 355 доларів (медіана — 129 350). Медіана доходів становила 82 528 доларів для чоловіків та 63 702 долари для жінок. За межею бідності перебувало 6,0 % осіб, у тому числі 5,9 % дітей у віці до 18 років та 7,3 % осіб у віці 65 років та старших.
Цивільне працевлаштоване населення становило 13 548 осіб. Основні галузі зайнятості: освіта, охорона здоров'я та соціальна допомога — 29,0 %, фінанси, страхування та нерухомість — 13,7 %, науковці, спеціалісти, менеджери — 12,2 %, виробництво — 11,0 %.

## Економіка
У Фармінгтоні розташована штаб-квартира корпорації «United Technologies», що об'єднує такі компанії:
- Carrier — компанію з виробництва систем обігріву, вентиляції, кондиціонування, охолодження.
- Hamilton Sundstrand — компанію оборонного комплексу, що розробляє й випускає авіаційне та інше військове обладнання.
- Otis — найбільший в світі виробник ліфтів, ескалаторів, тощо.
- Pratt & Whitney — компанія-виробник авіадвигунів, газових турбін тощо.
- Sikorsky Aircraft Corporation — світовий лідер в розробці та випуску гелікоптерів для комерційних, промислових та військових потреб.

## Відомі люди
- Кетлін «Кейт» Галлісі Рубінс (* 1978 ) — астронавт НАСА.